# Lou Rogers
Pour les articles homonymes, voir Rogers.
Lou Rogers (26 novembre 1879 - 11 mars 1952) est une dessinatrice de presse, illustratrice, écrivaine, conteuse, conférencière, animatrice de radio et activiste politique américaine. 

## Famille et jeunesse
Née Annie Lucasta Rogers, en 1879, dans la petite ville forestière de Patten, dans le Maine, Lou Rogers était la quatrième des sept enfants du Col. Luther Bailey "LB" Rogers et de Mary Elizabeth Barker Rogers. Son enfance s'est passée dans une petite ferme avec des vacances dans le terrain isolé de la famille, situé à proximité de Shin Pond. Dès son plus jeune âge, elle aime dessiner, réaliser des croquis et des caricatures, y compris de ses professeurs. Les enfants Rogers ont été éduqués à l'Académie Patten, créée par leur grand-père Luther Rogers. Après avoir travaillé dans une école de district, Lou Rogers est embauchée comme assistante pour enseigner à l’Académie Patten. L’éducation était une valeur familiale et ses frères et sœurs ont étudié à l’Université du Maine et à l'Université McGill. Son frère Lore Rogers est devenu un bactériologiste reconnu, récipiendaire de deux doctorats honorifiques.

## Devenir dessinatrice
Vers 1900, Lou Rogers choisit d'entamer une carrière dans le domaine des arts et s'inscrit à la Massachusetts Normal Art School, aujourd'hui le Massachusetts College of Art and Design. De son propre aveu, sa personnalité animée et ses envies d'explorer la ville de Boston se sont révélées incompatibles avec ses études. Après un an de cours, elle abandonne. Elle s'inscrit ensuite à des cours de culture physique à Washington DC. Puis, elle s’engage dans une entreprise commerciale avec un camarade de classe, et elle se rend dans l’ouest du pays pour offrir des séminaires de culture physique. Parce que son ami et elle manquent d'expérience dans le domaine des affaires, c'est un désastre financier. Elle a vite un nouveau projet : elle deviendra dessinatrice. Elle se rend à New York, où elle contacte différents bureaux de presse. Réalisant qu'être une dessinatrice et utiliser son nom Annie constituent des obstacles, elle commence à soumettre son travail sous le nom de « Lou Rogers ». En 1908, ses premiers dessins sont publiés dans Judge Magazine, un magazine d’humour populaire à l’échelle national. Rogers contribue régulièrement à la page sur le suffrage des femmes intitulée « The Modern Woman » aux côtés de H. G. Peter, l'illustrateur qui a créé l'image de Wonder Woman. En 1912, le Mirror de l'Académie Patten annonce qu'Annie Rogers est dessinatrice à New York. Un an plus tard, Cartoons Magazine décrit Lou Rogers comme une dessinatrice à succès dans un article intitulé « Une femme destinée à faire de grandes choses ». Grant Hamilton résume ainsi ses talents : 
Elle a ce qui manque à quatre-vingt-dix-neuf sur cent [des artistes], la capacité de placer son idée dans son dessin. Et elle a quarante idées sur tous les sujets. Jusqu'à présent, elle est la seule femme artiste au monde décidée à complètement imaginer son destin artistique dans le dessin [de presse]. . . Elle veut réussir. Et elle continuera à vouloir cela jusqu'à ce qu'elle atteigne son but.
Le Woman's Journal, un journal pro-suffrage des femmes, a mis en lumière les contributions de Lou Rogers à peu près au même moment qu'Hamilton, la décrivant comme la « seule femme artiste à consacrer tout son temps au féminisme ». Son projet de distribuer ses dessins sur le suffrage des femmes aux journaux et pour les prospectus de la campagne féministe a été annoncé en 1914. En 1917, Margaret Sanger fonde la Birth Control Review et embauche Lou Rogers comme directrice artistique. En 1924, un article de journal la présente encore comme la « seule femme caricaturiste au monde », ce que Rogers elle-même a corrigé : la ville de New York à elle seule héberge, entre autres, la dessinatrice-illustratrice Laura Foster et Edwina Dumm, ainsi que Cornelia Barns et Alice Beach Winter, qui ont contribué au magazine d'avant-garde radical The Masses.

## Galerie

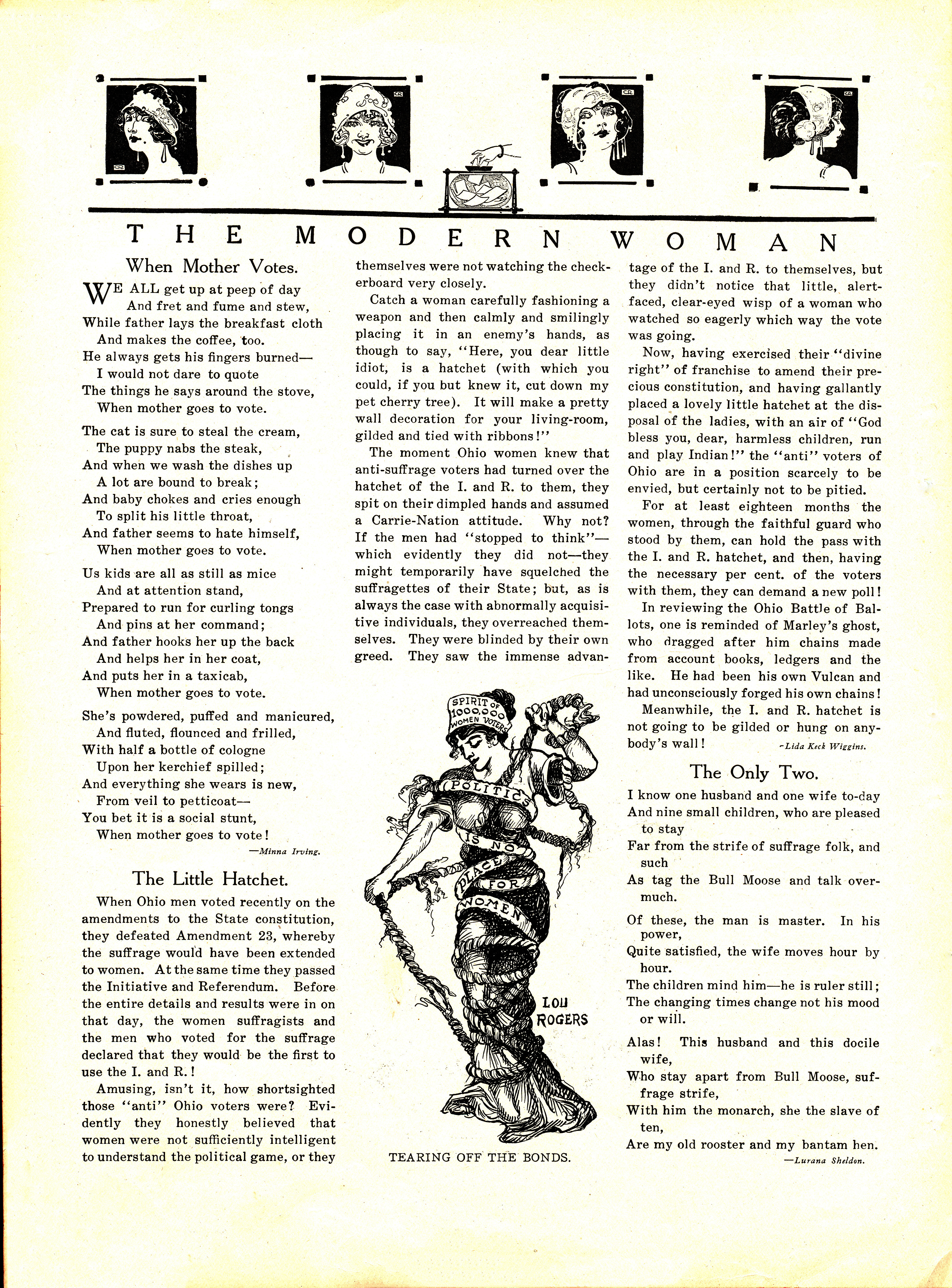
Dessin de Lou Rogers, "Tearing Off the Bonds." The Modern Woman, Judge, 19 octobre 1912.
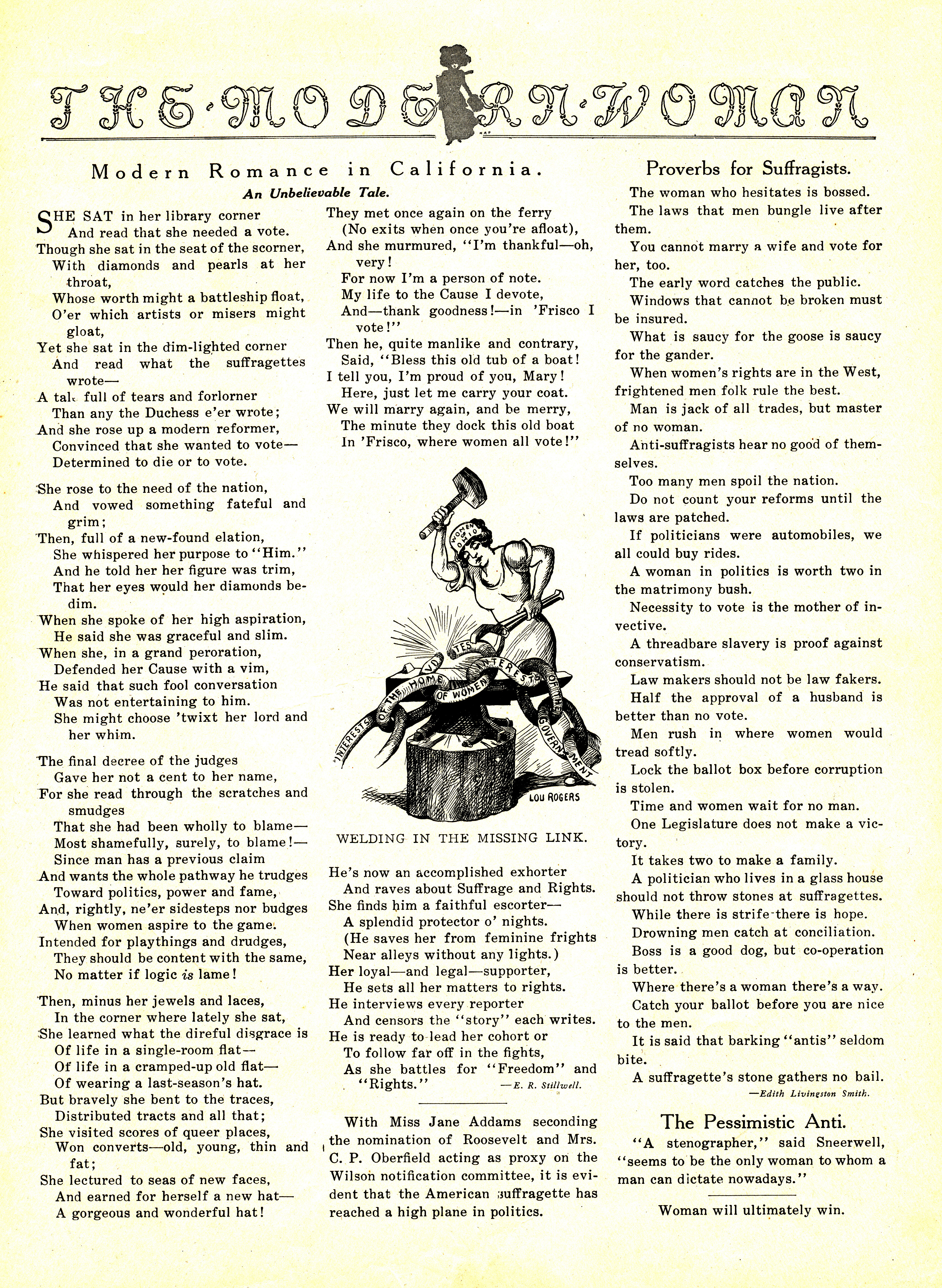
Dessin de Lou Rogers, "Welding in the Missing Link." The Modern Woman, Judge, 24 août 1912.
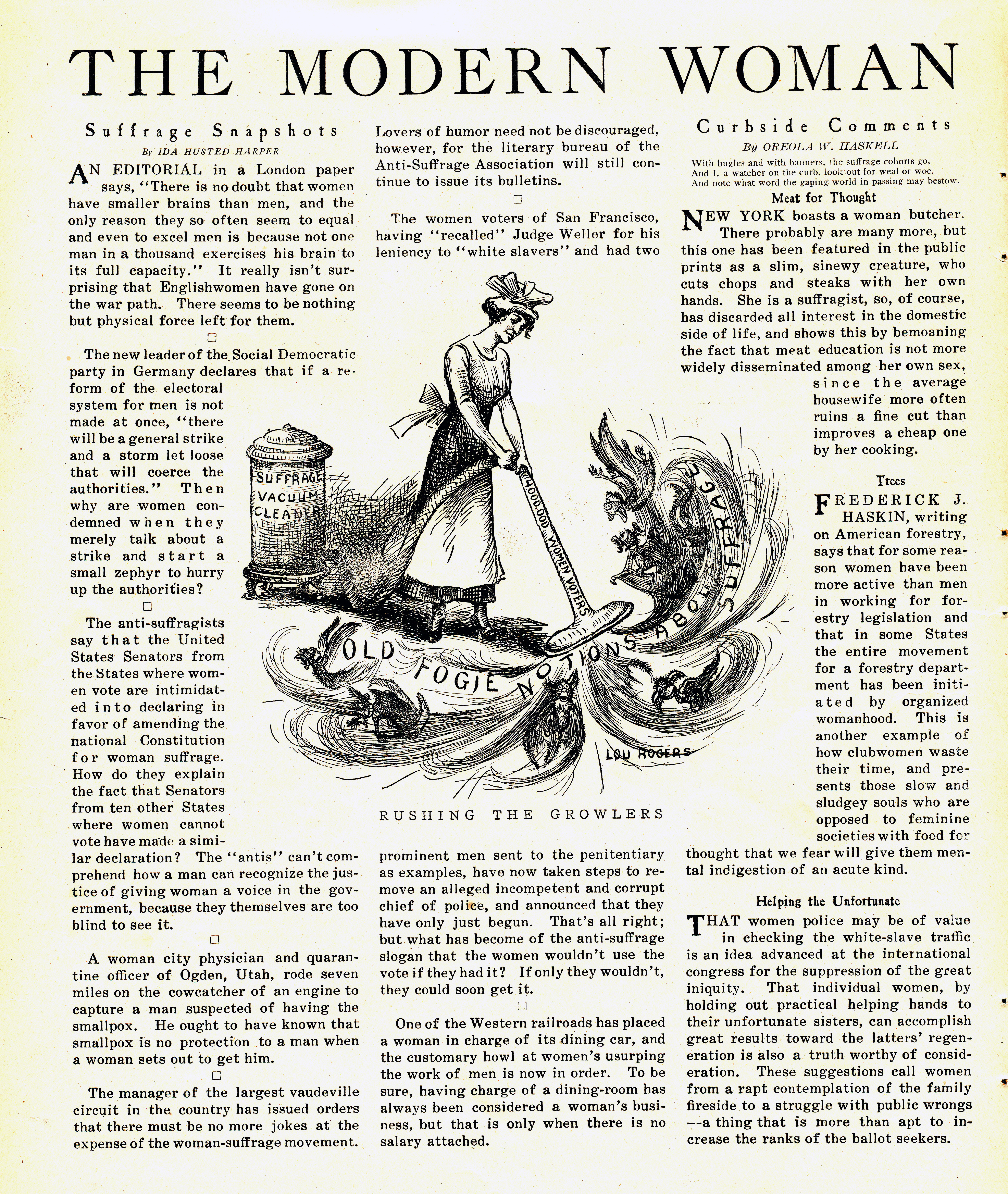
Dessin de Lou Rogers, " Rushing the Growlers." The Modern Woman, Judge, 23 octobre 1913.
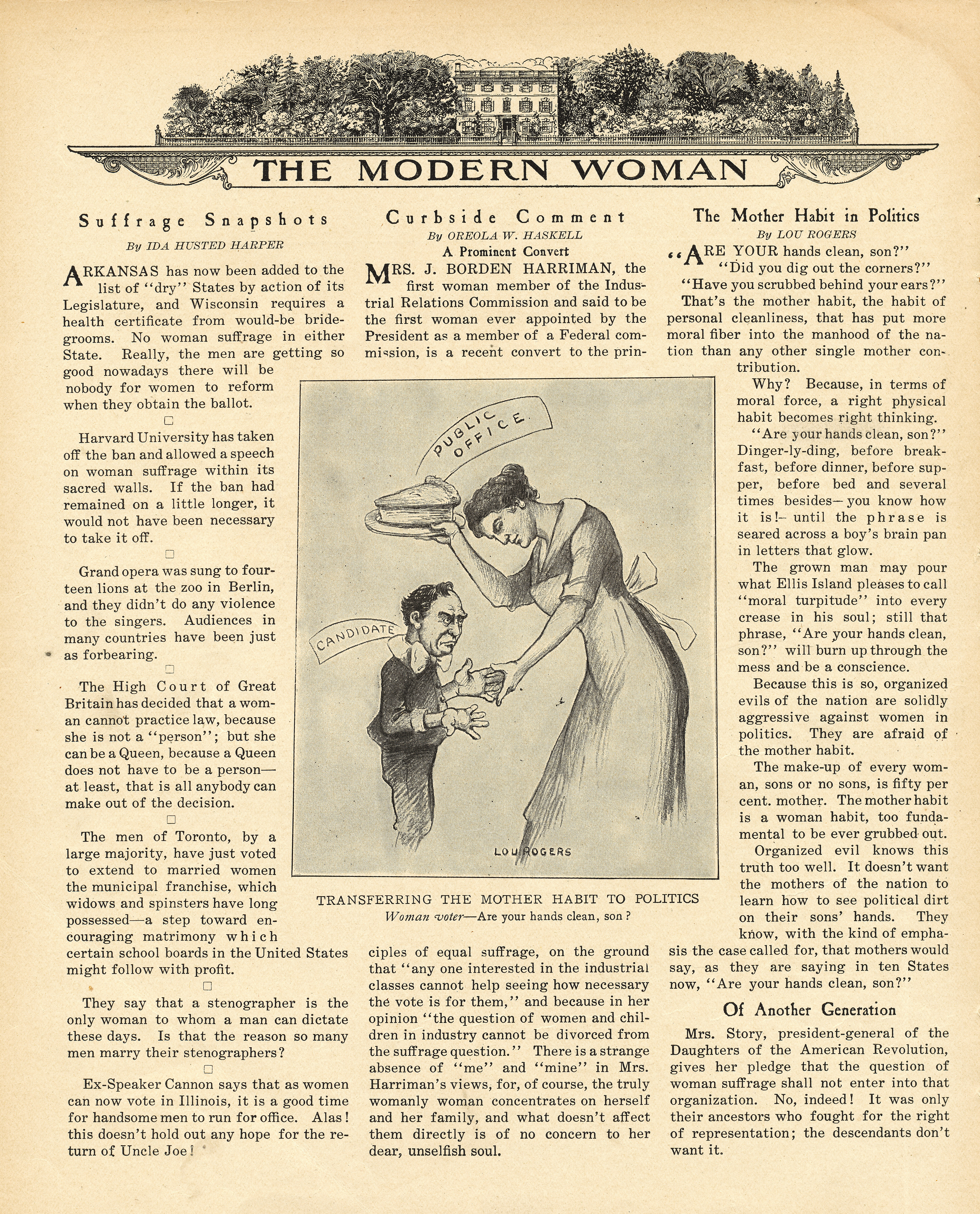
Dessin de Lou Rogers, "Transferring the Mother Habit to Politics." The Modern Woman, Judge, 31 janvier 1914.

## Suffragette, féministe, socialiste à Greenwich Village

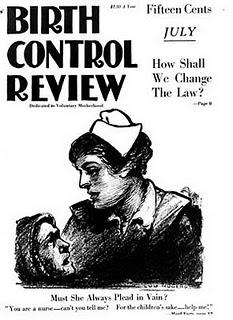
"Doit-elle toujours plaider en vain?"; dessin de Lou Rogers, juillet 1919 pour la Birth Control Review.

Dans l'atmosphère de Greenwich Village, Lou Rogers est attirée par le mouvement pour le suffrage féminin et par le socialisme. Aujourd'hui, sa réputation est largement celle de dessinatrice pour le suffrage féminin,. Elle exprimait ses opinions avec passion et était prolifique avec sa production de dessins. Son travail commence à apparaître dans le New York Call, Judge et le Woman's Journal, le journal de la National American Woman Suffrage Association. Elle est invitée à rejoindre Heterodoxy, un club privé de femmes professionnelles radicales et libres, qui se réunit deux fois par mois, pour le déjeuner et pour des discussions sérieuses. Elle forme une amitié étroite avec Elizabeth C. Watson, autre membre d'Heterodoxy, une femme du Maryland active dans la réforme des prisons et du travail. Les deux femmes sont des passagères du « Peace Ship » d'Henry Ford, qui transporte 102 délégués pour la paix et 46 journalistes, en Europe, en décembre 1915. Rogers commence à apparaître à Times Square, aux coins des rues, dans les foires et d'autres endroits, vêtue de sa blouse d'artiste, et elle dessine des caricatures surdimensionnées dans la tradition des « chalk talks ». Ses activités sont documentées dans les journaux de la région,,,. 
Si l'art de la caricature n'a jamais séduit les travailleuses, n'est-ce pas parce qu'il n'a jamais couvert les intérêts qui les concernent directement? Ensuite, il me semble très important que les questions nationales et municipales soient traitées du point de vue de la femme aussi bien que de celui de l'homme.
Elle publie des caricatures dans le journal socialiste, The New York Call dès 1911, et, en 1919, est une contributrice régulière au Call avec une série de dessins intitulée « Woman's Sphere ». Lorsque les femmes américaines obtiennent finalement le droit de vote, Lou Rogers poursuit son engagement en publiant des dessins au New Yorker Volkszeitung et à la Birth Control Review,.

## Auteure, illustratrice, animatrice radio
Les années 1920 sont une décennie fertile pour Lou Rogers. Elle passe un contrat avec le Ladies Home Journal pour produire une série d'histoires pour enfants en rimes sur de petites personnes imaginaires appelées « Gimmicks »,,. Les histoires sont accompagnées d'une page entière d'illustrations à découper et à monter sur du carton permettant aux enfants d'interagir avec le scénario. Lou Rogers écrit les rimes et fournit les illustrations. La couleur des illustrations est réalisée par Howard Smith, un artiste de New York qui, le 15 octobre 1924, devient son mari,. En 1927, elle est invitée à écrire une courte autobiographie pour The Nation, dans le cadre d'une série intitulée « Ces femmes modernes ». 
Le succès des Gimmicks convainc Lou Rogers de s'essayer aux livres pour enfants. The Rise of the Red Alders est publié par Harper and Brothers en 1928. L'année suivante, elle termine Ska-Denge (Beaver for Revenge). Au début des années 1930, elle devient une personnalité de la radio. Son programme s'intitule « Animal News Club » et est diffusé sur la radio NBC. Le travail de Lou Rogers est également inclus dans une collection d'humour féminin, Laughing Their Way: Women's Humor in America.

## Dernières années
En 1925, Lou Rogers achète une ancienne ferme à New Milford, CT. 
Au début des années 1950, Lou Rogers apprend qu'elle souffre de sclérose latérale amyotrophique. Son état dégénère rapidement et elle meurt à l'âge de 72 ans.